# École de Lille
Als École de Lille wird in der Klassischen Philologie die hermeneutisch ausgerichtete Gruppe von Forschern und Schülern um Jean Bollack (1923–2012) und dessen Ehefrau und Mitarbeiterin Mayotte Bollack (1928–2024) bezeichnet, die mit dessen Forschungszentrum für Philologie und Hermeneutik (Centre de recherche philologique) an der Universität Lille III verbunden sind oder waren. Zu ihr zählen André Laks (* 1950), Heinz Wismann (* 1935), Pierre Judet de la Combe (* 1949), Fabienne Blaise (* 1957), Philippe Rousseau (* 1942) und Jean-François Balaudé (* 1963).
In der altertumswissenschaftlichen Forschungslandschaft steht die École de Lille im Kontrast zur École de Paris der historischen Anthropologie.